# Virgin Mobile
Virgin Mobile fut le premier opérateur virtuel créé au monde, en 1999. Cet opérateur de téléphonie mobile anglais, ex-filiale de Virgin Group, est implanté dans plusieurs pays : au Royaume-Uni, son pays d'origine, en Afrique du Sud, en Australie, au Canada, aux États-Unis. La marque Virgin Mobile était présente en France de 2006 à 2016.
Virgin Mobile UK est une filiale de Virgin Media, rachetée par Liberty Global en février 2013 ; les autres divisions internationales de Virgin Mobile peuvent agir indépendamment de la société britannique, en association avec l'opérateur mobile qui leur fournit l'infrastructure du réseau.
Virgin Mobile est un opérateur de réseau mobile virtuel (MVNO) ce qui signifie que l'opérateur ne possède pas d'infrastructure de réseau mobile qui lui soit propre. Il doit de ce fait conclure des partenariats avec des opérateurs mobiles traditionnels nationaux afin d'utiliser leurs réseaux. Ainsi, au Royaume-Uni, Virgin Mobile utilise le réseau Everything Everywhere. 
En Afrique du Sud, c'est le réseau de l'opérateur Cell C qui est utilisé, en Australie un partenariat a été conclu avec Optus, au Canada Bell Mobilité (BCE) met à disposition son réseau, au Chili il s'agit de l'opérateur Movistar, aux États-Unis il s'agit de l'opérateur Sprint, en Inde c'est le réseau de l'opérateur NTT DoCoMo, alors qu'en France, Virgin Mobile utilisait les infrastructures des réseaux Orange France (pour les anciens abonnés), SFR et Bouygues Telecom pour la 4G. Ces réseaux emploient différentes technologies (GSM et LTE au Royaume-Uni, en Afrique du Sud, en Australie et en France, CDMA et LTE aux États-Unis et au Canada, ainsi que les réseaux 3G UMTS/HSPA/LTE pour une grande partie de la couverture en France, au Royaume-Uni et au Canada).
L'opérateur propose dans tous les pays où il est présent une offre prépayée (pay as you go) et différents forfaits (pay monthly).
Une semaine après avoir finalisé le rachat de SFR fin 2014 et avoir obtenu, le même jour, le feu vert de l’autorité de la Concurrence, Numericable annonce dans un communiqué laconique avoir finalisé l’acquisition définitive de 100 % du capital d’Omea Telecom Limited.
C’est donc la marque Virgin Mobile France et ses 1,7 million d’abonnés qui passent sous l’égide de Numericable pour un montant de 325 millions d’euros. Au cours de l'année 2015, l'annonce de la disparition de Virgin Mobile amène les clients de l'opérateur MVNO à migrer progressivement vers d'autres offres. Les détenteurs de forfaits subventionnés sont ainsi orientés vers les offres SFR. Pour leur part, les consommateurs ayant une offre sans engagement sont dirigés vers RED by SFR.